# Sandra Morán

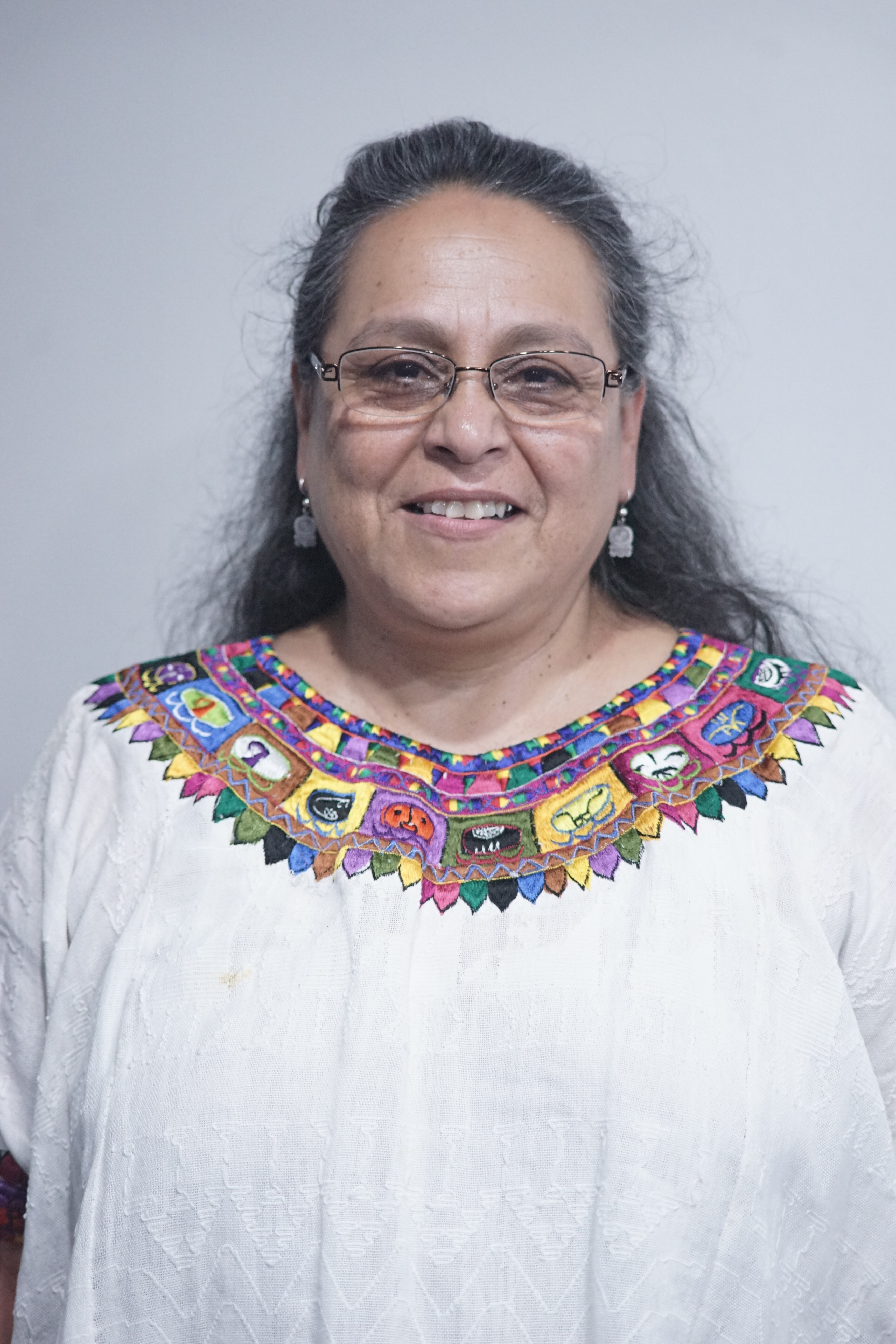
Sandra Morán

Sandra Morán (* 1961) ist eine guatemaltekische Politikerin der Partido Convergencia.

## Leben
Morán studierte an der Universidad de San Carlos de Guatemala Wirtschaftswissenschaften. Zwischen 1981 und 1994 lebte Morán im Exil. Sie war 1995 Mitgründerin der ersten Organisation für die Rechte homosexueller Menschen in Guatemala und 1998 Mitorganisatorin des ersten Festivals für homosexuelle Menschen in Guatemala. Morán ist seit November 2015 Abgeordnete im Kongress der Republik Guatemala.